# 魏源 (永樂進士)
魏源（1382年—1444年），字文淵，號匡山，江西南城人。明朝政治人物、進士。

## 生平
永樂四年（1406年），魏源中式三甲第一百五十名進士。授監察御史，累官至刑部尚書。其處理宣府大同邊疆事務治理有功。后致仕。

## 延伸阅读
[在维基数据编辑]
 《國朝獻徵錄·卷之四十四》，出自焦竑《國朝獻徵錄》
 《明史卷一百六十》，出自《明史》